# Tomba della Mercareccia
La  Tomba della Mercareccia  est l'une des  tombes étrusques peintes,  de la  nécropole de Monterozzi, proche de la ville de Tarquinia. 

## Histoire
Elle fut une des tombes  découvertes dès le XVIIIe siècle sur le site et dont on connaît également la description depuis le XIXe siècle  par les aquarelles de Samuel James Ainsley, illustrant l'ouvrage de George Dennis. À son époque la paroi d'entrée a disparu et la tombe sert d'étable.
Elle fut récemment restaurée et ouverte exceptionnellement au public lors des « Journées du patrimoine » en  septembre 2008.

## Description
Datant des IVe et IIIe siècles av. J.-C., elle offre la particularité d'avoir  deux entrées et deux chambres funéraires sur deux niveaux : la chambre inférieure, la Tomba Guasta de 6,50  ×  5,73 m, et la supérieure, de  6,70 × 6,74 × 3,32 m (h.) reproduisant la demeure patricienne d'un haut magistrat, avec sa frise animalière et son cortège funèbre dit processus magistratualis. La tombe est dite  a camera c'est-à-dire avec  le plafond, la charpente  simulés. Ici un compluvium est également représenté confirmant une fois de plus les apports des Étrusques aux Romains.
Le peintre britannique Samuel James Ainsley en fit des aquarelles au XIXe siècle.